# Ciklon

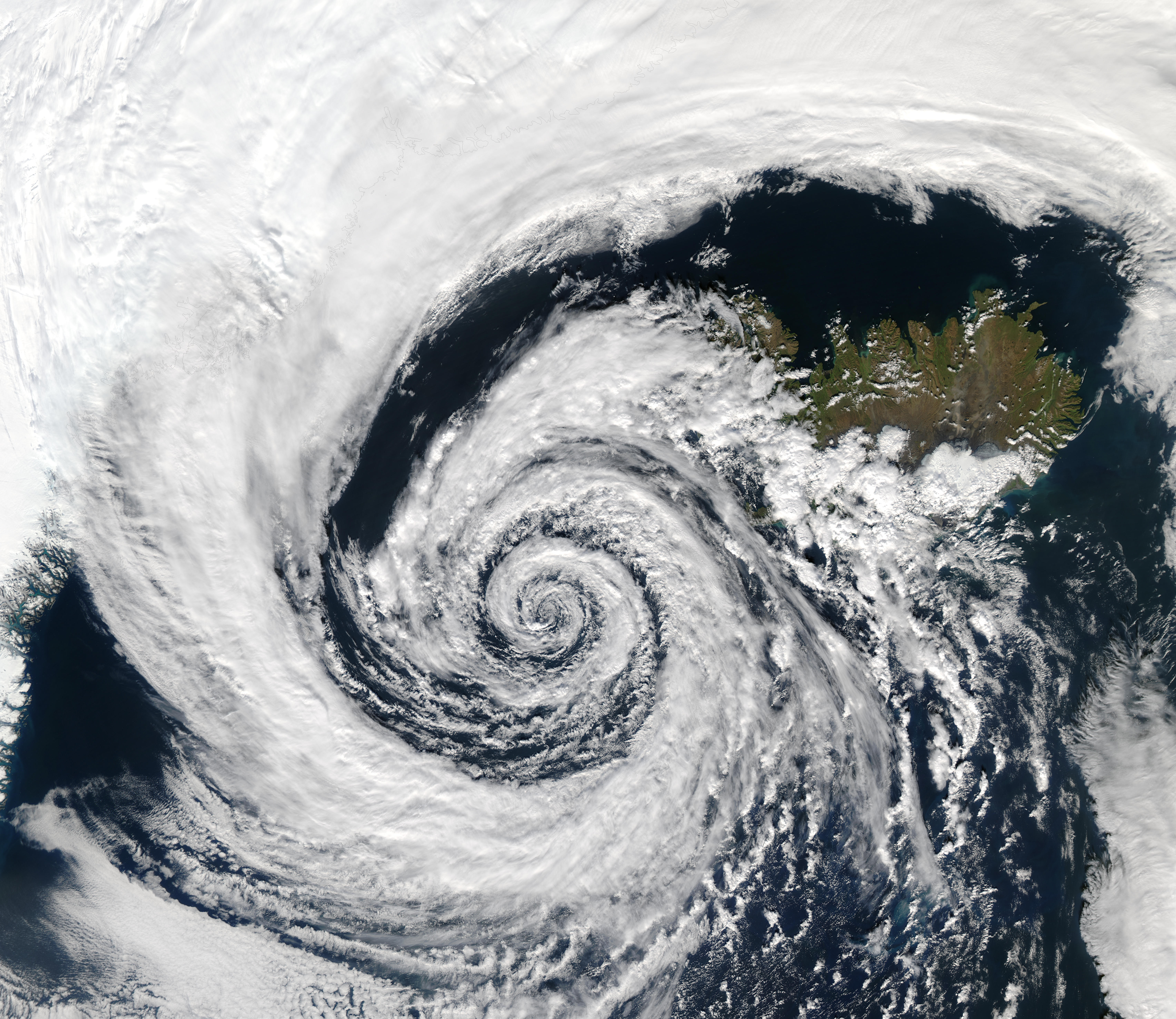
Nagy méretű, alacsony nyomású rendszer Izland délkeleti partjainál

A ciklon közel függőleges tengelyű légörvény.
A légnyomástérképeken az izobárok körkörösen fognak közre területeket. Ezeket a formákat légnyomás-képződményeknek nevezzük. Közülük azokat, amelyeknek a belseje felé csökken a légnyomás, légnyomás minimumoknak vagy ciklonoknak, azokat pedig, amelyek belseje felé nő a légnyomás, légnyomás maximumoknak, azaz anticiklonoknak nevezzük. A ciklon rendkívül összetett képződmény, viselkedése a felsorolt néhány tényezőn kívül függ még a benne lévő hőmérséklet vízszintes és függőleges eloszlásától, a ciklon földrajzi helyzetétől, az alatta fekvő felszín minőségétől és még sok minden mástól. A néhány száz kilométer átmérőjű trópusi ciklon, azaz a hurrikán (Ázsiában tájfun) is a ciklonok családjába tartozik, de ide számítanak az esetenként akár 2-2,5 ezer km átmérőjű, sokkal szelídebb, de bonyolultabb szerkezetű, mérsékelt övi ciklonok is.

## Kialakulásuk, fejlődésük
A meleg és a hideg levegő találkozási vonalán hullámok jönnek létre. A meleg és a hideg levegő egymásba kapaszkodik, majd örvénylés alakul ki. Az örvényben a meleg levegő „nyelvét” hideg levegő veszi körül. A meleg és a hideg levegő érintkezési vonalán időjárási front alakul ki. Minél erőteljesebben növekszik a légnyomás a ciklon középpontjától kifelé haladva, azaz minél nagyobb a légnyomási gradiens a ciklonban, annál nagyobb az áramlás sebessége, annál erősebb a szél. A ciklonban, mivel légörvényről van szó, hideg és melegfront is megfigyelhető, de mivel a hidegfront sebessége nagyobb, mint a melegfronté, a hidegfront idővel utoléri a melegfrontot, kialakul az okklúzió (záródás), a hideg levegő teljesen elzárja a talajtól a magasba kényszerített meleg levegőt. Ekkor az egész ciklont hideg levegő tölti ki, megszűnik benne az alacsony légnyomás, az örvénylés gyengül, a ciklon feloszlik.

## Fajtái

### A mérsékelt övi ciklon
A mérsékelt övi ciklon több százezer négyzetkilométer kiterjedésű, alacsony nyomású légköri képződmény. A nyomási minimum a ciklon közepén található. A Coriolis-erő miatt az északi félgömbön az óramutató járásával ellenkező irányú forgómozgást is végez. A ciklon közepébe áramló levegő a ciklon belsejében felemelkedik. A déli félgömbön a ciklonokban természetesen szintén befelé, de az óramutató járásával megegyező irányba áramlik a levegő. Emiatt a ciklon belsejében a levegő összeáramlása, torlódása alakul ki, s innen a levegő csak felfelé tud tovább áramlani. A ciklon belsejében tehát felhő- és csapadékgerjesztő feláramlások jönnek létre, ezért a ciklon általában felhősebb, csapadékosabb időjárás hordozója, és a markáns időjárási események, változások is általában a ciklonokhoz kapcsolódnak.

### Trópusi ciklon
Általában három fő helyen alakulhatnak ki:
- a Karib-tenger térségében, itt hurrikán a nevük
- Délkelet-Ázsia partjai mentén, itt tájfunoknak nevezik őket
- az Indiai-óceán térségében

Az erősen felmelegedett, 26-27 °C-os tengeren, szélcsendben keletkeznek. A víz hője biztosítja a kialakulásukhoz szükséges energiát. A középpontjukban igen alacsony a légnyomás, ez a 10–30 km átmérőjű terület a ciklon „szeme”, ahol derült az idő. Ezt veszi körül a gyorsan áramló viharzóna, ahol a szélsebesség akár 100–250 km/h is lehet.

### Mediterrán ciklon
Főként a téli félévben, októbertől márciusig alakulnak ki, mikor az észak-északnyugat felől érkező hideg légtömegek keverednek a Földközi-tenger felett található, viszonylag enyhe levegővel. Magát a hideget leggyakrabban egy az Atlanti-óceánon kialakult ciklon hidegfrontja juttatja a térségbe. A hidegfront az Alpok felett behullámzik (lelassul), és Olaszország északi részén örvényleni kezd (ez a Genovai mediterrán ciklon, több fajta is létezik). A ciklon előoldalán eleinte meleg levegő áramlik (ez függ a Földközi-tenger feletti légtömegektől is), az átlagosnál magasabb hőmérsékleti értékek jellemzőek, majd a közeledtével, amennyiben egy adott pályán mozog, hátoldalra kerülünk, és ekkor már észak felől érkezik a hideg levegő. A 2009/2010-es, valamint a 2012 februári legnagyobb havazásokért is ez a ciklonfajta volt felelős. Általában az ország délnyugati, déli, délkeleti felén esik a legtöbb hó ezekből az örvényekből, északnyugaton illetve északkeleten pedig a legkevesebb (persze ez alól is vannak kivételek). Komoly szélsőségeket is elő tudnak idézni, 2008 márciusában egy ilyen mediterrán ciklon nyugaton havazást és 0 °C körüli maximumokat hozott, míg az ország délkeleti felén több-kevesebb napsütés mellett 20 °C közelébe emelkedett a hőmérséklet.

## Ciklonok más bolygókon
A légköri alaphelyzet, hogy a meleg és a hideg légköri gáztartományok találkozási vonalán hullámok jönnek létre, más bolygókon is megfigyelhető. A meleg és a hideg levegő egymásba kapaszkodásával létrejött örvények, a két tartomány érintkezési vonalán kialakuló időjárási frontok a Marson, a Jupiteren, a Szaturnuszon is kialakulnak.